# Галустов Валерій Завенович
Валерій Завенович Галустов (9 січня 1939, Баку — 18 травня 2017, Луганськ) — радянський футболіст, який виступав на позиції півзахисника. Відомий за виступами за луганську «Зорю», у складі якої зіграв понад 300 матчів. Зіграв 58 матчів і забив 2 голи у вищій лізі СРСР. Майстер спорту СРСР (1962), заслужений тренер УРСР (1972), почесний працівник фізкультури і спорту України.

## Біографія
Вихованець бакинського футболу, перший тренер — Євген Іванович Жаріков. Виступав за юнацьку збірну Азербайджанської РСР. Дорослу кар'єру розпочав у команді «Нафтогаз» (завод ім. Будьонного), що виступала в чемпіонаті міста Баку.
У 1957 році на запрошення тренера В. М. Константинова разом з ще сімома бакинськими футболістами перейшов у сєвєродонецький «Хімік», звідки через два роки перебрався в луганські «Трудові Резерви» (пізніше — «Зоря»).
На рівні команд майстрів дебютував у 1959 році в складі «Трудових Резервів», які виступали в групі «Б». Відразу став гравцем основного складу команди.
На початку 1964 року перейшов в київське «Динамо» і зіграв два матчі за дубль, але, не пробившись до основного складу киян, незабаром повернувся до Луганська.
У 1967—1968 роках у складі «Зорі» виступав у вищій лізі, взяв участь у 58 матчах і забив 2 голи. Всього у складі «Зорі» виходив на поле в матчах чемпіонату 329 разів і забив 30 голів (за іншими даними — 331 матч і 27 голів). Був капітаном команди. По закінченні сезону 1968 року завершив спортивну кар'єру.
В 1968—1969 роках працював тренером «Зорі», потім протягом багатьох років (1970—1974, 1978, 1985, 1989—1990) — начальником команди. За підсумками сезону 1972 року, коли «Зоря» стала чемпіоном СРСР, нагороджений званням «заслужений тренер УРСР».
З 1990 по 2014 роки працював завучем СДЮСШОР «Україна» (Луганськ).
Помер 18 травня 2017 року в Луганську на 79-му році життя. Похований на луганському цвинтар «Гостра могила».

## Досягнення
- Чотири рази включався в список найкращих гравців УРСР: № 1 — 1962, № 2 — 1963, № 3 — 1965, 1966.
- Чемпіон УРСР серед команд групи «Б»: 1962

## Особисте життя
Син Віктор (нар. 1961) теж був футболістом, виступав у вищій лізі за «Зорю», «Таврію» і ЦСКА.